# Cantone di Les Pyrénées catalanes
Il cantone di Les Pyrénées catalanes è una divisione amministrativa dell'Arrondissement di Céret e dell'Arrondissement di Prades.
È stato costituito a seguito della riforma approvata con decreto del 26 febbraio 2014, che ha avuto attuazione dopo le elezioni dipartimentali del 2015.

## Composizione
Comprende i 62 comuni di:
- Les Angles
- Angoustrine-Villeneuve-des-Escaldes
- Ayguatébia-Talau
- Bolquère
- Bourg-Madame
- La Cabanasse
- Campôme
- Canaveilles
- Catllar
- Caudiès-de-Conflent
- Clara
- Codalet
- Conat
- Dorres
- Égat
- Enveitg
- Err
- Escaro
- Estavar
- Eus
- Eyne
- Font-Romeu-Odeillo-Via
- Fontpédrouse
- Fontrabiouse
- Formiguères
- Jujols
- Latour-de-Carol
- La Llagonne
- Llo
- Los Masos
- Matemale
- Molitg-les-Bains
- Mont-Louis
- Mosset
- Nahuja
- Nohèdes
- Nyer
- Olette
- Oreilla
- Osséja
- Palau-de-Cerdagne
- Planès
- Porta
- Porté-Puymorens
- Prades
- Puyvalador
- Railleu
- Réal
- Ria-Sirach
- Saillagouse
- Saint-Pierre-dels-Forcats
- Sainte-Léocadie
- Sansa
- Sauto
- Serdinya
- Souanyas
- Targassonne
- Thuès-Entre-Valls
- Ur
- Urbanya
- Valcebollère
- Villefranche-de-Conflent